# Nattens riken
Nattens riken, original Because the Night, är en thriller från 1985 av författaren James Ellroy. Romanen, som utgavs i Sverige 2002 på Bra Böcker i översättning av Thomas Preis, är den andra i trilogin om Lloyd Hopkins. 

## Handling
I denna roman väver Lloyd Hopkins ihop en rad fall som till synes inte har något med varandra att göra. Resultatet blir att han får möta en psykopatisk mördare med oerhörd intelligens. Hopkins har fortfarande problem med sina familjerelationer och är förföljd av sin evige fiende, polischef Frank Gaffaney. 